# Sampan
Ein Sampan (chinesisch 舢板, Pinyin shānbǎn, Jyutping saan1baan2, auch: 舢舨) ist ein flaches, breites Ruder- oder Segelboot, das in Ostasien auch als Hausboot verwendet wird.
Die ähnlich klingende alternative Bezeichnung für Sampan lautet auf Chinesisch sanban (三板,  sānbǎn, Jyutping saam1baan2), wörtlich „drei Planken“,  und deutet an, dass es sich bei einem Sampan um ein Plankenboot handelt, im Gegensatz zu dem aus einem ausgehöhlten Stamm gefertigten Einbaum. Sampans werden meist als Fischerboote bzw. für kleinere Transporte von Waren und Passagiere benutzt. Diese Bedeutung spiegelt sich im Begriff bzw. in der ursprünglichen Etymologie des Schriftzeichens shān (舢 – „berggroßes Schiff“), also Mutterschiff, und des Schriftzeichens bǎn (舨 – „einfaches Beiboot bzw. Transportschiff“), also kleines Zubringerboot wider. Einige Merkmale weisen auf den Katamaran als Ausgangsbasis hin. Von den frühesten Sampans nimmt man an, dass sie sich aus dem Einbaum entwickelten. Der flache Boden und die sich nach vorn verjüngende Form sind auffällig floßähnlich.
Die Fortbewegung erfolgt mittels eines Yuloh (摇艣, grafische Variante 摇橹,  yáolǔ, Jyutping jiu4lou5) genannten Ruders (Riemen), das mit einer beweglichen Verbindung asymmetrisch zur Längsachse am Heck angebracht ist. Dieses Ruder wird wie ein Fischschwanz von links nach rechts bewegt, gewriggt. Das Schiff wird dabei in der Diagonale der Kräfte fortgetrieben. Sampans haben ein breites Heck und einen spitzen Bug. Dadurch schiebt die Strömung bei Talfahrten. 
Kleine Sampans haben ein bis zwei Riemen, große bis zu 20 Riemen. Neben dem traditionellen Werkstoff Holz werden Sampans heutzutage auch aus GFK gefertigt und sind neben Riemen auch mit kleinen Motoren ausgestattet.

Sampans in Asien
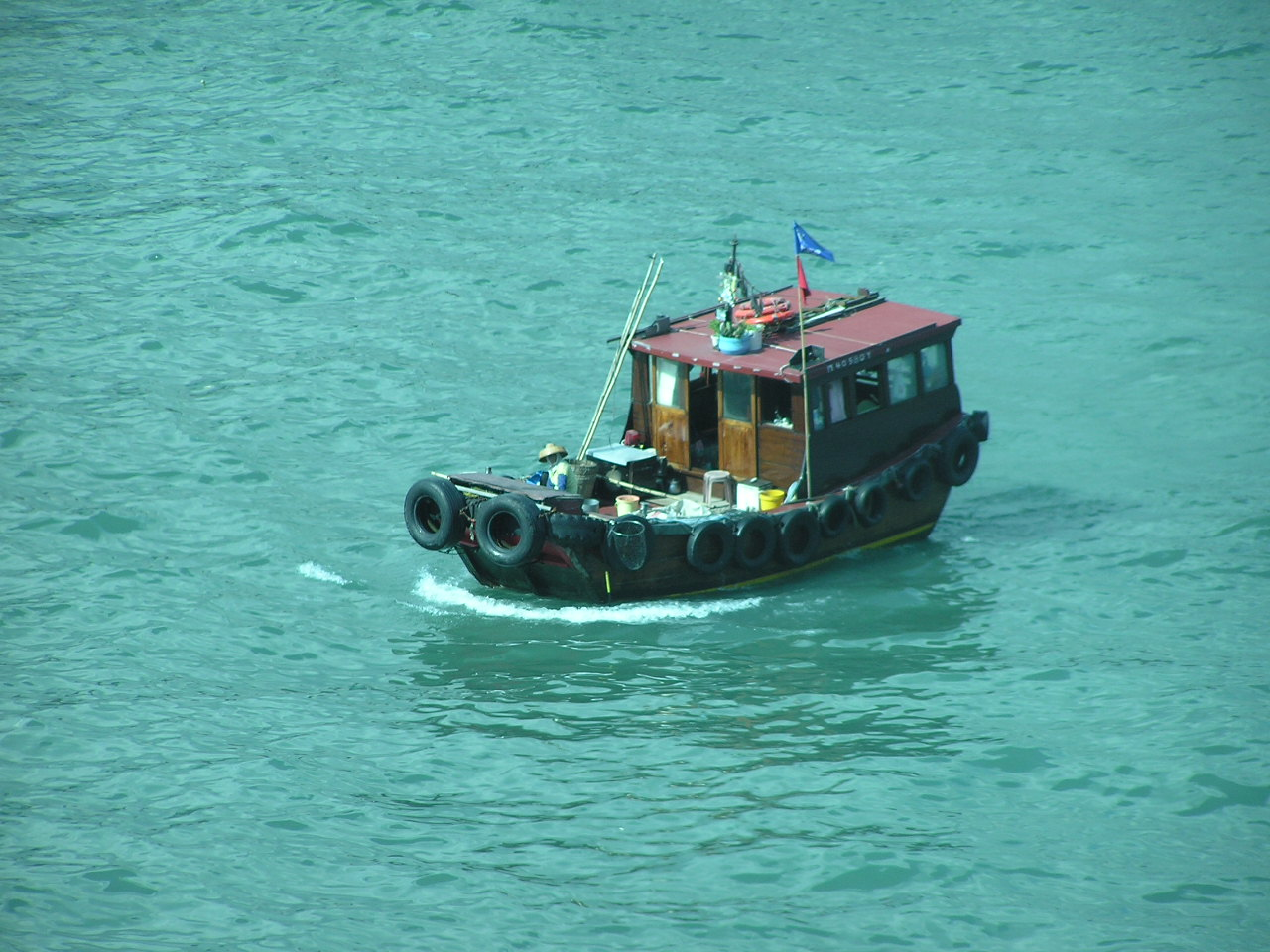
Motorisierter Sampan, Victoria Harbour
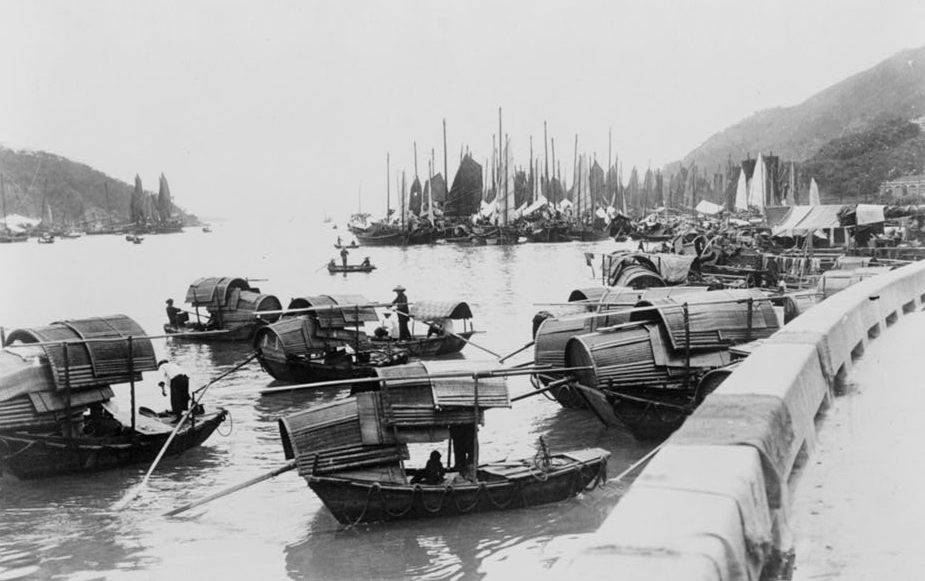
Sampans und Dschunken
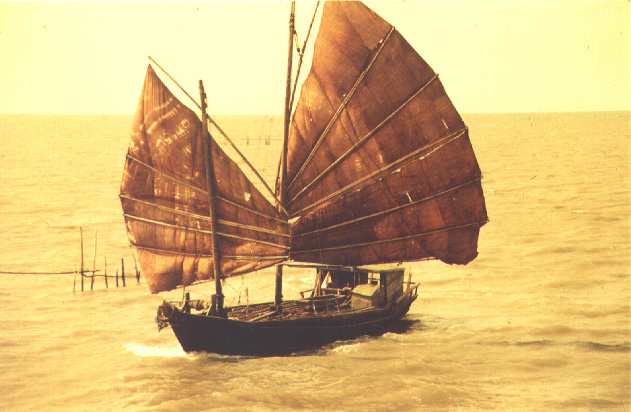
Sampan mit Segel, Java
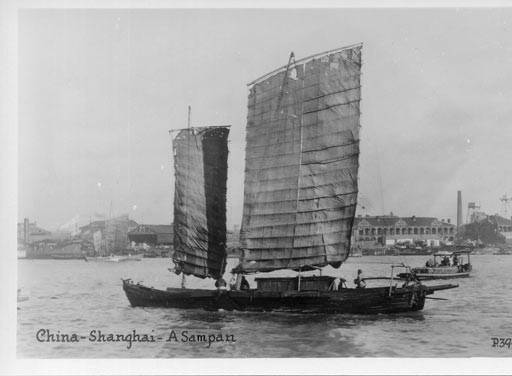
Historisches Sampan mit Segel, Shanghai
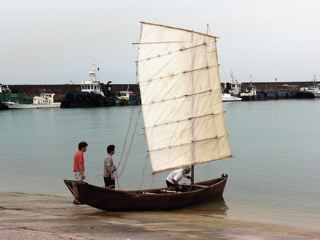
Sampan mit Segel, Ryūkyū-Inseln
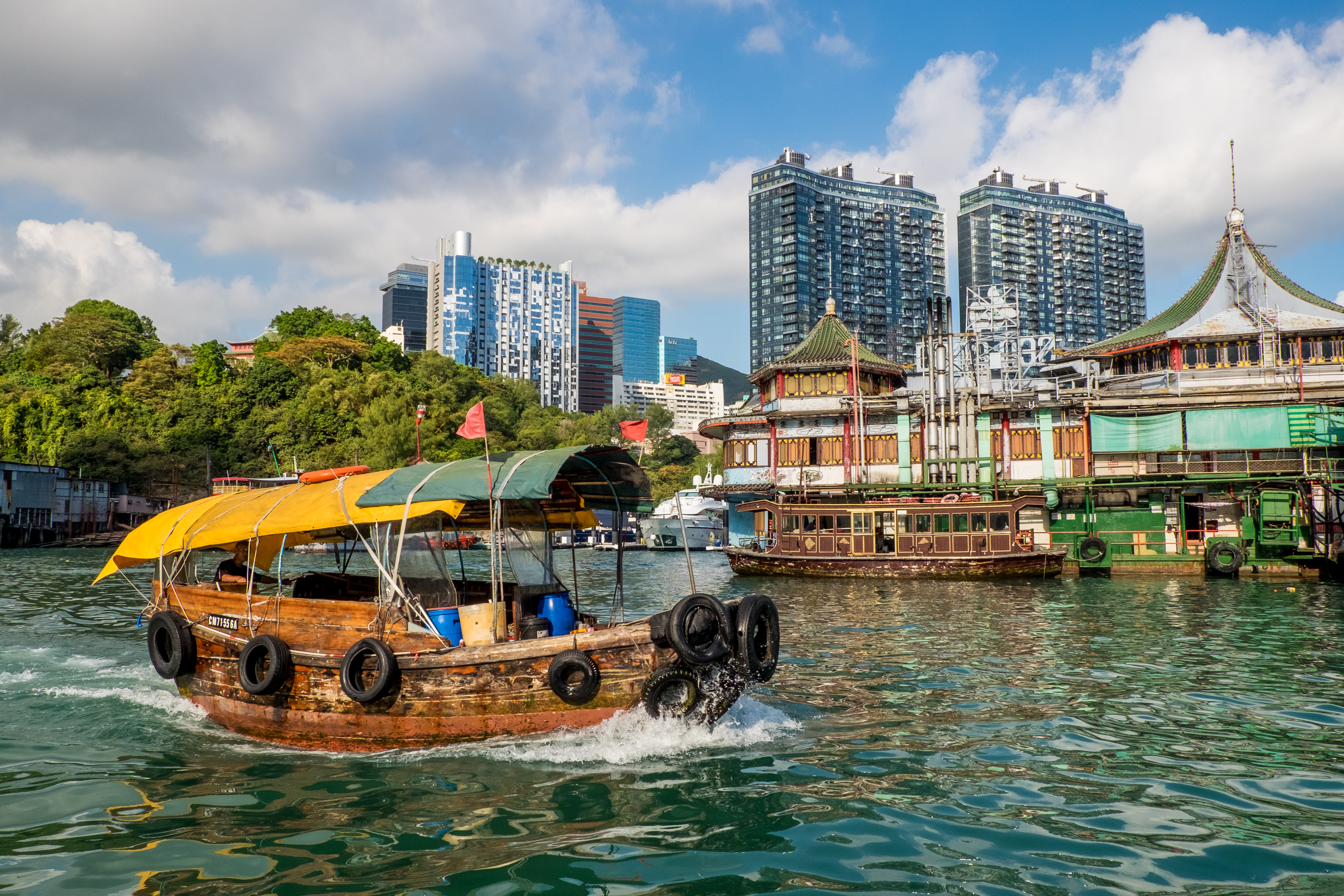
Motorisierter Sampan, Aberdeen